# Martin Sander (Organist)

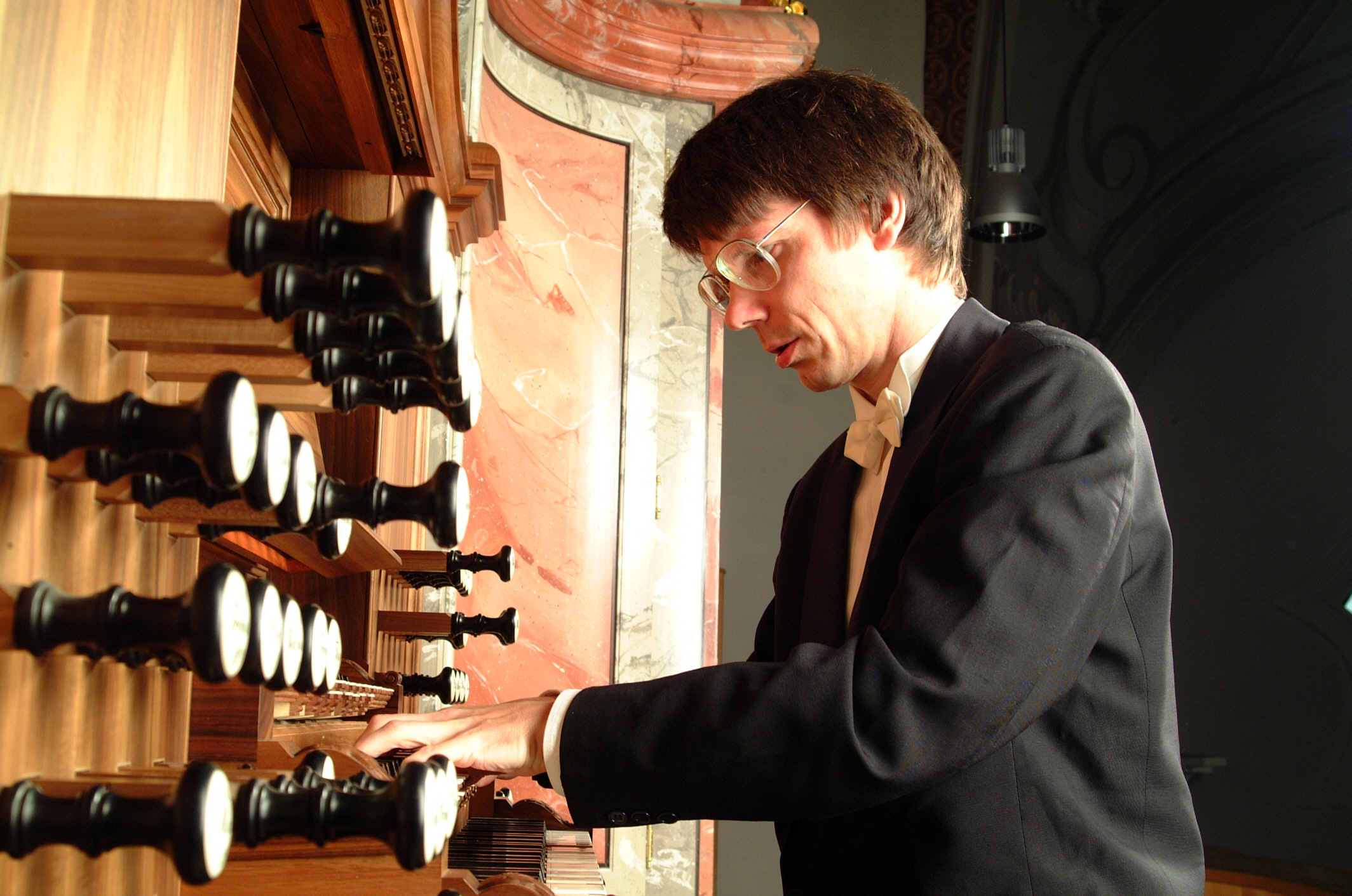
Martin Sander

Martin Sander (* 1963 in Berlin) ist ein deutscher Organist und Professor.

## Leben und Wirken
Sander studierte Orgel und Klavier an der Hochschule für Musik und Theater Hannover bei Ulrich Bremsteller (Orgel) und Gerrit Zitterbart (Klavier). 1994 legte er das Konzertexamen ab. Seine Studien ergänzte er durch Meisterkurse, unter anderem bei Harald Vogel, Luigi Ferdinando Tagliavini, Flor Peeters, Daniel Roth und Edgar Krapp. Er wurde in physikalischer Chemie an der Georg-August-Universität Göttingen promoviert.
Sander trat als Solist mit renommierten Orchestern auf, darunter die Berliner Symphoniker, das Bach-Collegium Stuttgart, die Radiophilharmonie Hannover, das Händelfestspielorchester Halle/Saale, die Bochumer Symphoniker, das Symphonieorchester Szolnók, Basel Sinfonietta, Pommersche Philharmonie Bydgoscz (Bromberg), Fukuoka Symphonietta und das Orchester des Theatro Municipal de São Paulo.
Von 1999 bis 2012 hatte Sander eine Professur an der Hochschule für Kirchenmusik Heidelberg inne. Von 2001 bis 2008 war er zudem Dozent an der Hochschule für Musik und Darstellende Kunst Frankfurt am Main. Seit 2008 besitzt Martin Sander als Nachfolger von Guy Bovet eine Professur an der Musik-Akademie der Stadt Basel, seit 2012 eine Professur an der Musikhochschule Detmold. Seit Oktober 2021 lehrt er als Professor an der Hochschule für Musik und Theater München. Sander leitete zudem zahlreiche Meisterkurse.
Martin Sander legte zahlreiche Rundfunk-, Fernseh- und CD-Aufnahmen für in- und ausländische Sender und Labels vor. Die Fernseh- und CD-Einspielung der Orgelsonate von Julius Reubke wurde mit dem Preis der deutschen Schallplattenkritik ausgezeichnet.

## Preise
- 1983: Bundeswettbewerb Jugend musiziert
- 1986: Mendelssohn-Preis Berlin
- 1986: 2. Preis Internationaler Orgelwettbewerb Anton Bruckner Linz
- 1987: 2. Preis ARD-Wettbewerb München (es wurde kein 1. Preis vergeben)
- 1988: 2. Preis First International Organ Competition Tokyo
- 1988: 1. Preis und Sonderpreis Internationaler J.S. Bach-Wettbewerb Leipzig
- 1989: Internationaler Wettbewerb des Prager Frühling

## Diskografie (Auswahl)
- Max Reger – Orgelwerke Vol. 2. Motette. An der Walcker-Orgel im Dom zu Riga (Motette CD 12001; 1994)
- Philipp Wolfrum: Die Sonaten für Orgel. An der Voit-Orgel der Stadthalle Heidelberg (MDG 606 1319-2; 2005)
- Wolfgang Amadeus Mozart: Orgelwerke. An der Orgel der Pfarrkirche Hopfgarten im Brixental (Audite 97.484; 2007)
- Trompete & Orgel im 20. Jahrhundert. Mit Bernhard Kratzer, Trompete (Audite 20008; 2007)
- Pathos und Freude. Orgelwerke von J. S. Bach. An der Wagner-Orgel des Nidarosdoms in Trondheim (Audite 20028; 2009)
- Tanz & Toccata. Norddeutsche Orgelmusik des 17. Jahrhunderts. An der Orgel von St. Abdon und Sennen in Ringelheim (Audite 20023; 2009)
- Julius Reubke: Die Sonaten. Mit Claudius Tanski, Klavier (MDG 312 0344-2; 2010)